# Municipio de Emiliano Zapata (Chiapas)
El municipio de Emiliano Zapata es uno de los 124 municipios que componen al estado de Chiapas. Su cabecera municipal es la villa de Veinte de Noviembre.